# Amblyothele kivumba
Amblyothele kivumba là một loài nhện trong họ Lycosidae.
Loài này thuộc chi Amblyothele. Amblyothele kivumba được Anthony Russell-Smith, Rudy Jocqué & Mark Alderweireldt miêu tả năm 2009.